# IC 2391
IC 2391, även känd som Caldwell 85, är en öppen stjärnhop som ligger ungefär 2 grader norr om Delta Velorum. Stjärnorna ligger glest runt den blåvita stjärnan Omicron Velorum och stjärnhopen är därför även känd som Omicron Velorumhopen. Stjärnhopen ligger på ett avstånd av ungefär 500 ljusår från Jorden och är synlig för blotta ögat. Den består av cirka 30 stjärnor med den sammanlagda ljusstyrkan 2,5. Den har en utbredning av ungefär 50 bågsekunder och är därför bättre lämpat för observation genom kikare än teleskop. Stjärnhopen verkar vara av samma ålder som den öppna stjärnhopen IC 2602. Den beräknade åldern är ungefär 50 miljoner år.
Stjärnhopen beskrevs först av den persiske astronomen As-Sufi år 964. Den återupptäcktes av den franske astronomen Nicolas Louis de Lacaille, som katalogiserade den som Lac II 5. 